# Wang Ximeng
Wang Ximeng ou Wang Hi-Meng ou Wang Hsi-Mêng, né en 1096, mort en 1119. XIIe siècle. Peintre chinois de la dynastie des Song du Nord.

## Unique peinture connue actuellement

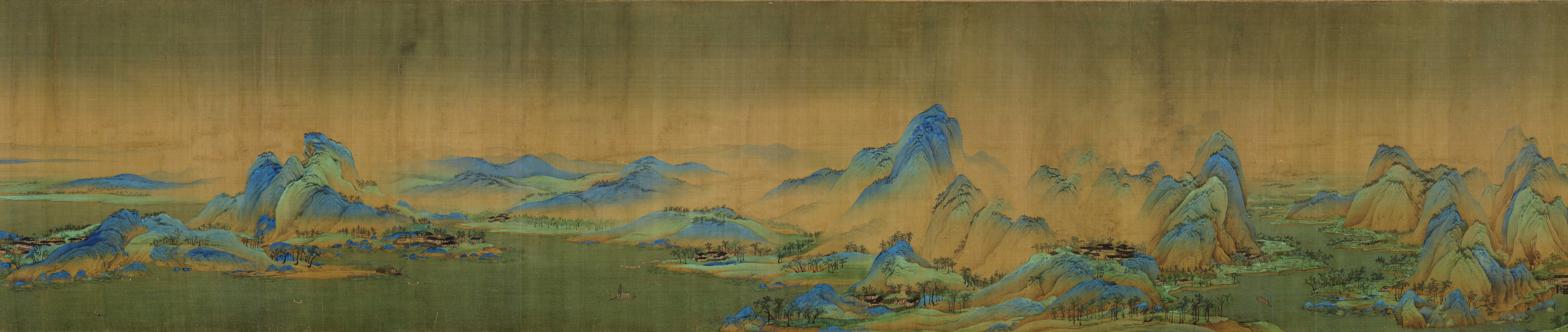
Détail de Mille lis de rivières et montagnes. Wang Ximeng, 1113, Song du Nord, rouleau portatif, encre et couleurs sur soie, 51,5 × 1191.5 cm. Musée du Palais, Pékin

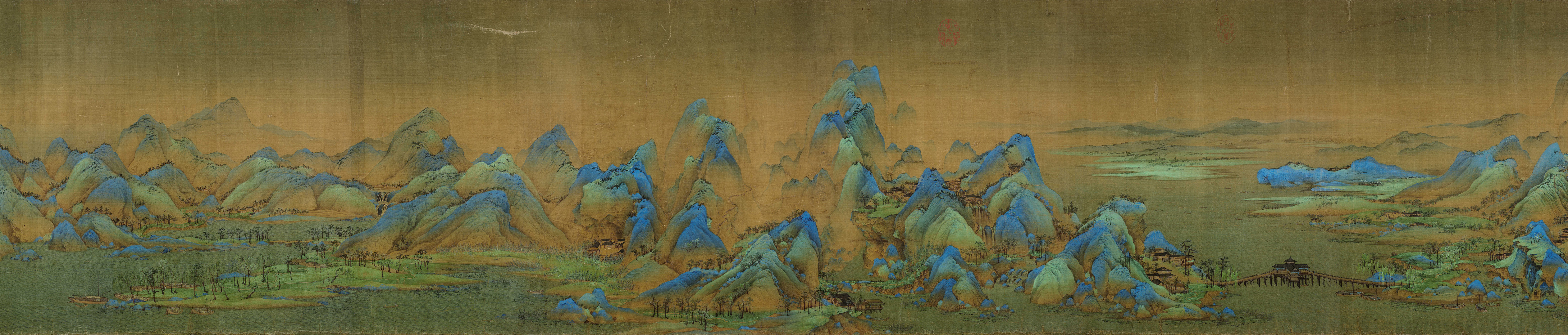
autre détail

## Biographie
Actif la dernière année de sa vie pendant l'ère Xuanhe (1119-1126), Wang Ximeng n'est pas mentionné dans les biographies d'artistes, mais reconnu d'après un rouleau en longueur signé et conservé au Musée du Palais de Pékin, peint dans un style archaïque en bleu profond sur soie s'intitulant : Mille lis de rivières et montagnes, œuvre qu'il réalise à dix-huit ans. Il a probablement travaillé à l'Académie de peinture. Mort très jeune à sa sortie de l'adolescence.

## Nouveau style de couleur
La contribution de Huizong au développement de la peinture de paysage est caractéristique. Il est lui-même un maître en la matière, et son rouleau portatif : Retour en bateau sur un fleuve enneigé est une œuvre accomplie. Non moins impressionnante est la seule œuvre encore existante de l'un de ses jeunes protégés talentueux, le par ailleurs inconnu Wang Ximeng, Mille lis de rivières et montagnes. Peinture représentant un vaste paysage bleu-et-vert, d'une beauté à couper le souffle, peinte pour l'empereur lorsque, jeune et brillant artiste il arrive à la cour à son adolescence. Il meurt malheureusement quelques années plus tard.
Huizong, pressentant le potentiel artistique de cet élève, se charge d'instruire lui-même le jeune homme dans l'art de la peinture, et le présent tableau représente certainement une sorte d'examen. Il porte un colophon rédigé par le premier ministre Cai Jing, qui délivre la seule information connue de Wang Ximeng. Ce brillant style de coloriste a une longue histoire qui remonte à la cour des Tang et aux mandarins de la famille Li, qui passent pour l'avoir inventé.

## Tradition du bleu-et-vert
Adopté par la famille impériale des Song comme l'emblème de leur règne, cette tradition est largement employée tout au long de la période Song. Les membres de la famille impériale continuent par la suite d'aimer le style et la technique des paysages bleu-et-vert, et utilisé ultérieurement par Zhao Mengfu qui, peut-être parce qu'il est le dernier membre significatif de la famille impériale des Song, prête un mordant particulier à son utilisation sous le règne des mongols. Comme il répond aux exigences de Huizong, le paysage de Wang Ximeng combine les fondements classiques de la tradition bleu-et-vert, un tracé élégant et réaliste, et une atmosphère rutilante, dorée, qui est une manière de poésie visuelle.

## Musées
- Beijing (Mus. du Palais impérial):
  - Mille lis de montagnes et rivières, section d'un rouleau portatif, encre et couleur sur soie, daté 1113. 51,5x1191,5cm.